# Molveno
Molveno là một đô thị ở tỉnh Trento ở vùng Trentino-Alto Adige/Südtirol của Ý, tọa lạc cách 15 km về phía tây bắc của Trento. Tại thời điểm ngày 31 tháng 12 năm 2004, đô thị này có dân số 1.134 người và diện tích là 35,2 km². Molveno nằm ở phía bắc của hồ dài 4 km (Lago di Molveno).
Molveno giáp các đô thị: Andalo, Cavedago, Ragoli, San Lorenzo in Banale, Spormaggiore, Terlago, Tuenno và Vezzano.